# Наркозный аппарат

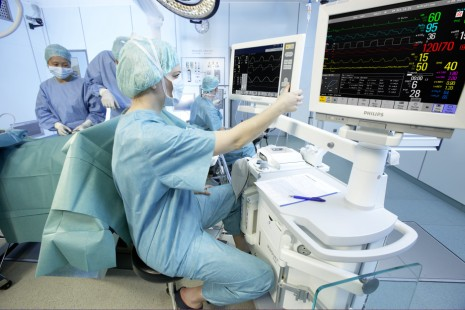
Модульная анестезиологическая система FLOW-i MAQUET

Наркозный аппарат — медицинское оборудование, предназначенное для проведения эндотрахеального или масочного ингаляционного наркоза.
Наркозный аппарат устанавливается у изголовья операционного стола. Там же формируется рабочее место анестезиологической бригады: стол с укладками и лекарственными средствами, письменный стол. Поддержание стерильности в анестезиологической зоне, как правило, нецелесообразно.

## История

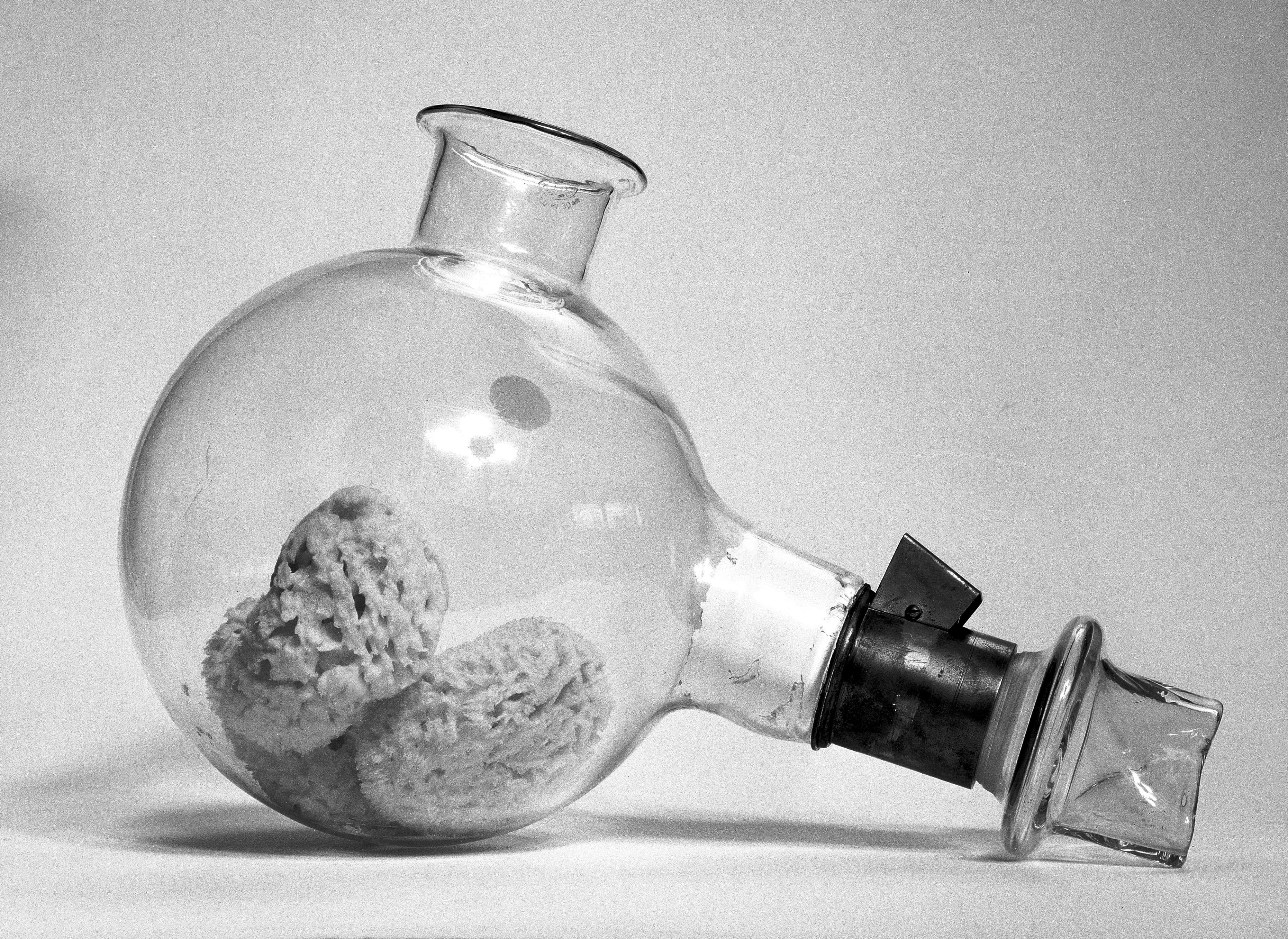
Устройство для ингаляции паров эфира
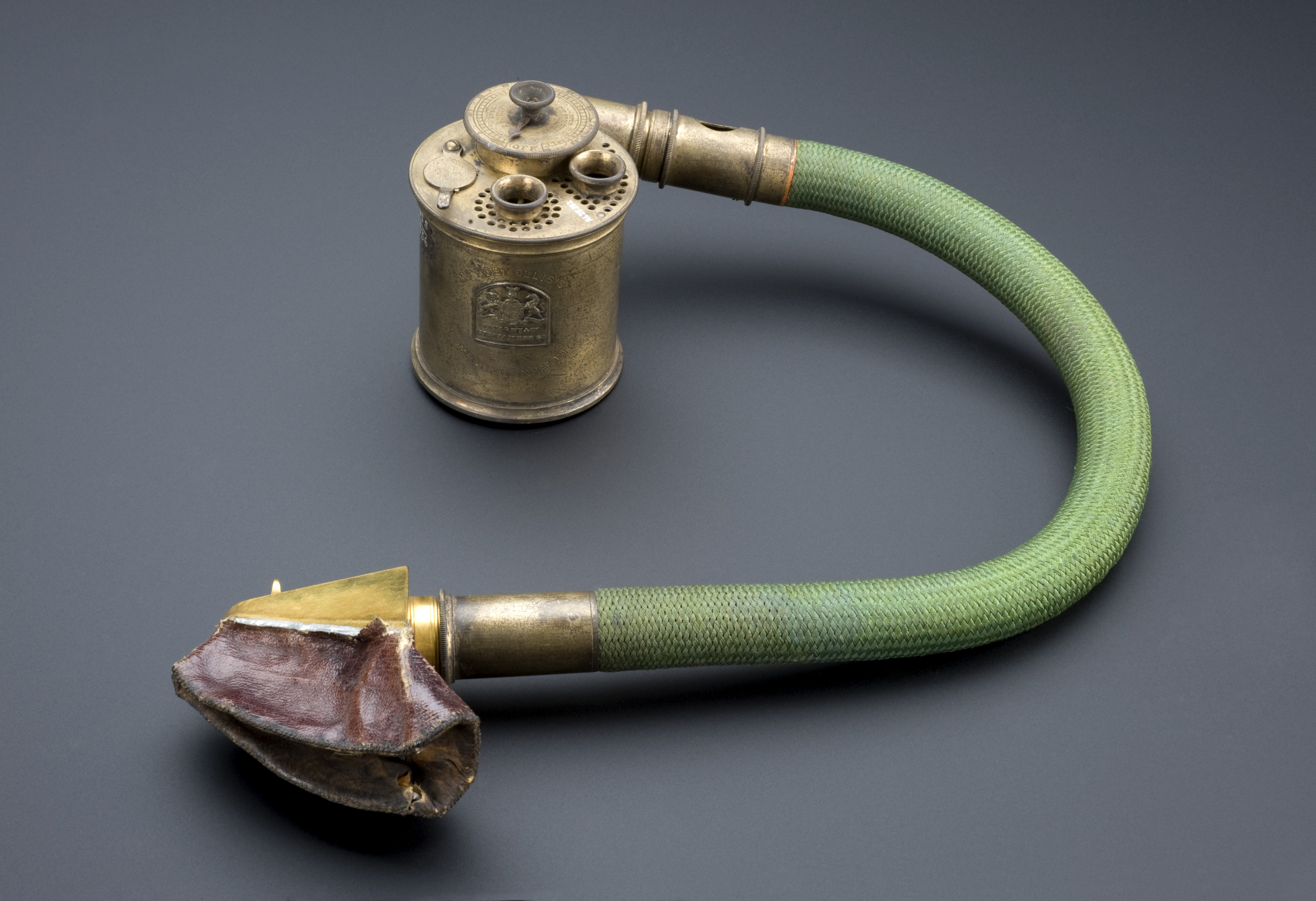
Ингалятор типа Эллиса, снабжённый дозирующим устройством, позволявший использовать спирт, эфир, хлороформ
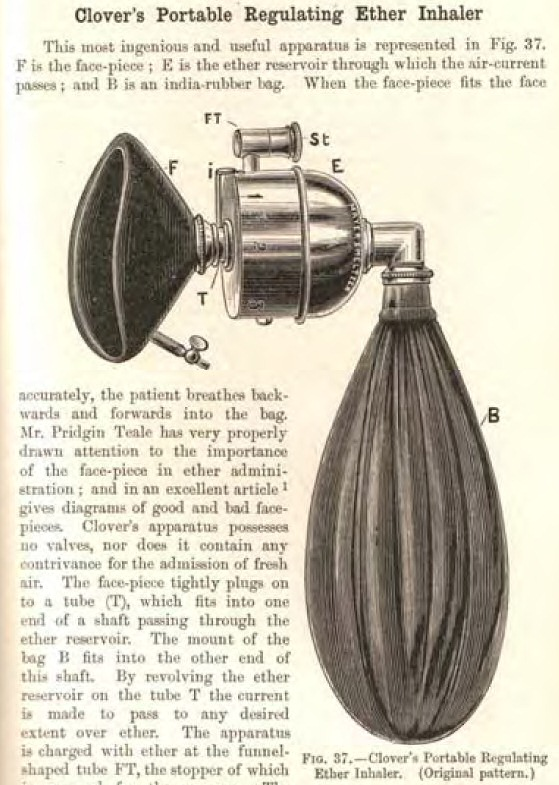
Ручное устройство для эфирного наркоза (лицевая маска, испаритель, мешок типа Амбу)
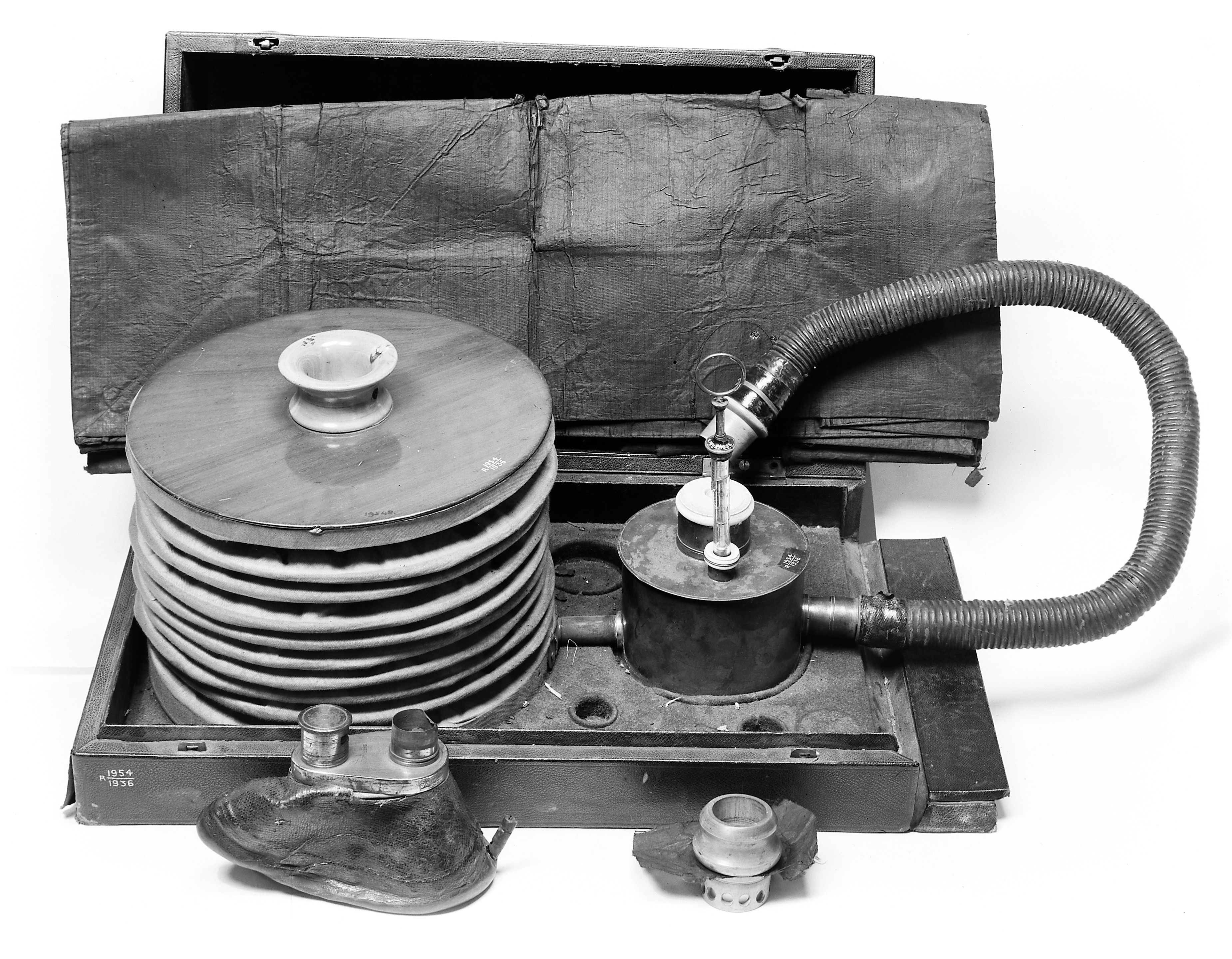
Ручной наркозный аппарат для хлороформного наркоза

## Устройство

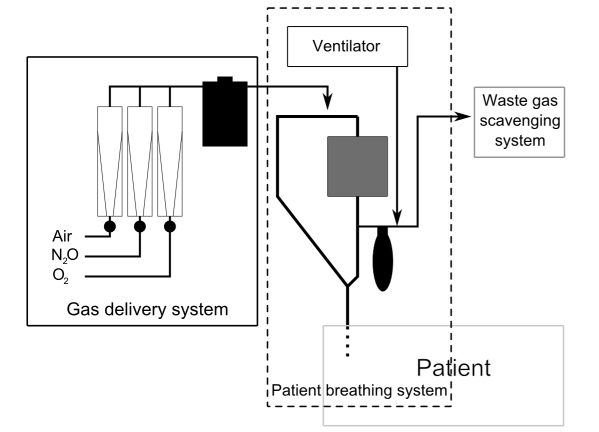
Принципиальная схема наркозного аппарата

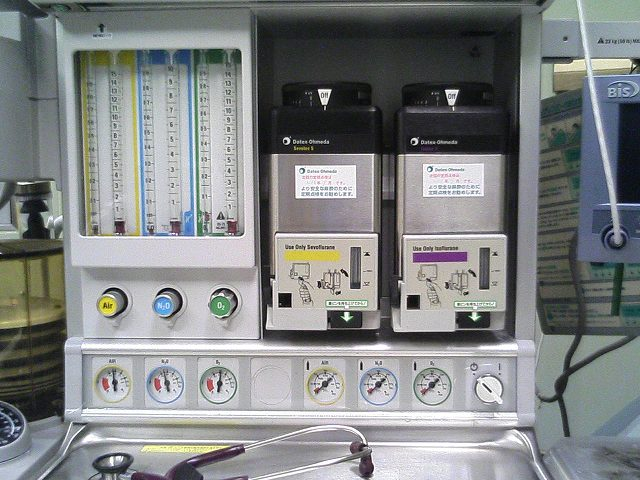
Поплавковые газовые расходомеры (ротаметры, слева) и испарители (справа) наркозного аппарата. Слева на заднем плане видна часть меха — нагнетателя газовой смеси, на схеме на рисунке выше обозначен серым квадратом

Функциональность первых наркозных аппаратов сводилась к подаче смеси воздуха с парами ингаляционных анестетиков. Современные анестезиологические рабочие станции позволяют проводить ИВЛ, формировать произвольную газовую смесь, реализуют комплексный мониторинг витальных показателей пациента.
Типичный аппарат для ингаляционной анестезии состоит из:
- Аппарата ИВЛ (и может быть разработан как одна из его модификаций) с системой респираторного, газового мониторинга (FiO2, FiN2O, etCO2, ингаляционный анестетик)
- Системы подачи газов и испарителей ингаляционных анестетиков, адсорбера CO2
- Монитора пациента (минимум ЧСС, АД, SpO2, ЭКГ)
- Система удаления газов

В рабочую станцию могут быть интегрированы: аспиратор, дополнительные системы мониторинга, инфузионные насосы,  ящики для хранения журналов, оборудования и соединительных кабелей, письменный столик с лампой.